# Relativismus
Der Relativismus, gelegentlich auch Relationismus (entsprechend von lateinisch relatio, „Verhältnis“, „Beziehung“), ist eine philosophische Denkrichtung, welche die Wahrheit von Aussagen, Forderungen und Prinzipien als stets von etwas anderem bedingt ansieht und absolute Wahrheiten verneint. Dem Relativismus zufolge baut also jede Aussage auf Bedingungen auf, deren Wahrheit jedoch wiederum auf Bedingungen fußt und so fort. Diese Rahmenbedingungen ermöglichen es, die Aussage auch zu verändern und zu verhandeln. Relativisten begründen dies oft mit dem epistemologischen Argument, dass eine sichere Erkenntnis der Welt unmöglich ist. Andere verweisen auf den zusammengesetzten Charakter von Wahrheiten, die stets auf andere Wahrheiten Bezug nehmen.
Ethische Relativisten verwerfen die Idee absoluter ethischer Werte. Verschiedene Teilströmungen leiten daraus unterschiedliche Konsequenzen ab. Einige ethische Relativisten gehen davon aus, dass in letzter Konsequenz alle ethischen Werte und Aussagen über die Welt gleichermaßen wahr sind. Andere vertreten die Position, dass einige Aussagen „wahrer“ oder „richtiger“ als andere sind.

## Einteilung
Relativistischen Theorien zufolge ist die Geltung von Aussagen prinzipiell abhängig von Voraussetzungen, die ihrerseits keine allgemeine Geltung beanspruchen können. Daher lassen sich relativistische Positionen danach einteilen, welche Klasse von Geltungsansprüchen als relativ angesehen wird und welche Art von Voraussetzungen in Anschlag gebracht wird. Entsprechend den dabei möglichen Kombinationen ergibt sich eine Vielzahl verschiedener Spielarten relativistischen Denkens.

### Der erkenntnistheoretische Relativismus
Vor dem Hintergrund einer anscheinend objektiv erkennbaren Welt – etwa auch mit Hilfe von Messinstrumenten – sind Wissenschaftler oft geneigt, an eine objektive wissenschaftliche Wahrheit zu glauben. Erkenntnistheoretische Relativisten lehnen das ab und begründen das mit dem Argument, dass es keine Wissenschaft gebe, die nicht bestimmter Festsetzungen bedürfe, um überhaupt zu klären, worin ihr Objektbereich bestehe und von welcher Art die Erkenntnismethoden über diesen Objektbereich sein solle. Dieser Zusammenhang ist durch die historistische Wissenschaftstheorie des Philosophen Kurt Hübner explizit gemacht worden. Dennoch ist damit noch nicht das Problem gelöst, wie sich Objektivität im Mantel der Relativität denken lässt. Der Mathematiker, Physiker und Philosoph Hermann Weyl hat jedoch die Richtung zur Lösung dieses Problems mit Hilfe der Invariantentheorie angegeben.

### Bedeutungsrelativismus
Der Bedeutungsrelativismus (semantischer Relativismus) nimmt an, dass sprachliche Ausdrücke nur im Zusammenhang der Sprache verständlich seien, in der sie formuliert würden. Es wird davon ausgegangen, dass die Sprachen oder Sprachfamilien in andere Sprachen prinzipiell oder partiell unübersetzbar seien.

#### Kritik
Der Bedeutungsrelativismus wird unter anderem dafür kritisiert, dass er, um seine These zu belegen, auf Beispiele aus der betreffenden Sprache oder auf ausführliche Sprachvergleiche zurückgreifen muss, was ihm unter seinen eigenen Voraussetzungen überhaupt nicht möglich wäre. Deshalb argumentiert unter anderem Donald Davidson, dass der Begriff der Sprache selbst bereits Übersetzbarkeit impliziere, da es andernfalls keine Möglichkeit gäbe, etwas überhaupt als Sprache zu identifizieren.

### Wahrheitsrelativismus
Der Wahrheitsrelativismus (ontologischer Relativismus) wiederum vertritt die Ansicht, dass es keine absolute Wahrheit gebe, sondern die Wahrheit vom Beobachter abhänge. Jede Überzeugung (Religionen, Ideologien, Wissenschaften, Weltbilder etc.) baue auf Dogmen und Axiomen auf. Da diese hinsichtlich ihres Absolutheitsanspruches von Relativisten angezweifelt werden, gebe es keine absolute Wahrheit mehr. Weil aber absolute Wahrheiten wegen ihrer grundsätzlichen Beziehungslosigkeit gar nicht für spezielle Problemlösungen verwertbar sind, sucht der Relativist auch keine absoluten Wahrheiten, sondern nur Begründungsendpunkte, von deren Geltung er zwar persönlich überzeugt ist, für die er aber grundsätzlich keinen Absolutheitsanspruch stellen kann und will.

#### Kritik
Der Standardeinwand gegen den Wahrheitsrelativismus ist das Argument einer selbstreferentiellen Inkonsistenz: Wenn alle Behauptungen nur relativ gültig seien, betreffe dies auch die relativistische Behauptung selbst. Somit könne diese nicht als gültiger denn ihre Negation angesehen werden. Ginge man davon aus, dass der epistemische Relativismus universell gültig sei, beginge der Relativist einen performativen Selbstwiderspruch (Karl-Otto Apel, Jürgen Habermas, Vittorio Hösle): Der propositionale Gehalt seiner Behauptung stünde dann im Widerspruch zu dem Sprechakt, den er selbst vollzöge. Autoren wie Hösle und Apel sehen in diesem Argument eine Letztbegründung notwendiger Wahrheiten.
Theodor W. Adorno hingegen findet diese Form der Widerlegung „armselig“ und plädiert dafür, im Relativismus eher eine beschränkte Gestalt des Bewusstseins zu sehen: „Hinter jener These steht die Verachtung des Geistes zugunsten der Vormacht materieller Verhältnisse als des Einzigen, das da zähle. […] Relativismus ist Vulgärmaterialismus, der Gedanke stört den Erwerb.“
Der Fehler in der Widerlegung mittels selbstreferentieller Inkonsistenz besteht für Vertreter der relativistischen Position darin, dass ein Relativist keinen Anspruch auf universelle Gültigkeit und damit auch keinen Anspruch auf universelle Gültigkeit des Relativismus erhebe, weil er keinerlei Anlass dazu habe. Von ihrem Standpunkt aus gingen Absolutisten wie etwa Vittorio Hösle wie selbstverständlich davon aus, dass Relativisten auch einen Anspruch auf universelle Gültigkeit stellen müssten, was sie aber nach ihrem Selbstverständnis grundsätzlich nicht tun; denn dann würden sie sich in ihrer Position freilich widersprechen. Tatsächlich behaupten Relativisten, ohne einen Absolutheitsanspruch auszukommen. Natürlich braucht auch ein Relativist Begründungsendpunkte zum Begründen. Diese sind von ihm aber nicht als Letztbegründungen im Sinne einer absoluten Wahrheit gedacht, wie etwa von Hösle unterstellt wird; denn Begründungsendpunkte sind für ihn bezogen auf den subjektiven Standpunkt des Begründenden selbst.
Gegen den Wahrheitsrelativismus hat auch Karl Popper in zahlreichen Werken dezidiert und ausführlich Stellung genommen. Popper vertritt die Korrespondenztheorie der Wahrheit („Wahrheit als Übereinstimmung einer Aussage mit den Tatsachen“), welche er durch die Arbeiten Alfred Tarskis auf eine logisch-semantisch solide Grundlage gestellt sieht. Popper zur Folge können wir zwar niemals Gewissheit über die Wahrheit unseres (Vermutungs-)Wissens erlangen (vgl. Fallibilismus). An der objektiven Wahrheit und dem Streben danach können und müssen wir aber festhalten. Popper argumentiert gegen die These der Inkommensurabilität oder Unvergleichbarkeit von Theorien, denen unterschiedliche „Paradigmen“ zugrunde liegen, die also keinen gemeinsamen „Rahmen“ aus grundlegenden Annahmen teilen. Bei einander widersprechenden Theorien über die Wirklichkeit gibt es nach Popper zwar kein rationales Verfahren, mit dem wir die Wahrheit der einen und die Falschheit der anderen Theorie endgültig begründen könnten. Wir können jedoch, so Popper, mit rationalen und objektiven Methoden (auf Grundlage unseres vorläufigen Wissensstandes) festlegen, welche der Theorien wahrheitsnäher ist.
Der Philosoph und Historiker Isaiah Berlin weist darauf hin, dass schon die Begrifflichkeit selbst auf Relationen hindeute: „Wenn Wörter wie subjektiv, relativ, vorurteilsbehaftet und voreingenommen nicht Vergleichs- oder Kontrastbegriffe sind, wenn sie nicht auf die Möglichkeit ihres Gegenteils verweisen, auf objektiv (oder zumindest weniger subjektiv), auf unvoreingenommen (oder wenigstens weniger voreingenommen), was sollen sie dann überhaupt bedeuten? Sie auf alles zu beziehen, sie als absolute, statt als korrelative Ausdrücke zu verwenden, ist eine rhetorische Verdrehung ihrer gewöhnlichen Bedeutung.“ Berlin konzediert, dass kulturelle und historische Bedingtheiten wirksame Größen seien, sieht eine streng relativistische Position allerdings als irrig an: Um interkulturelle Kommunikation und gegenseitiges Verständnis zu ermöglichen, müsse in bestimmtem Ausmaß „gemeinsamer Boden“ bestehen, welcher objektiv sei.

### Werterelativismus
Innerhalb des Werterelativismus bzw. ethischen Relativismus lassen sich grundsätzlich ein deskriptiver und ein normativer Relativismus unterscheiden.
Der deskriptive Relativismus bezieht sich darauf, dass die Moralvorstellungen der Menschen durch äußere Faktoren wie Kultur, Wirtschaftsordnung, Klassenzugehörigkeit etc. bedingt seien. Daher könne auch keine allgemein gültige Moral formuliert werden. So ist zum Beispiel der Ethnologe Melville J. Herskovits der Meinung:
Maßstäbe und Werte sind relativ auf die Kultur, aus der sie sich herleiten. Daher würde jeder Versuch, Postulate zu formulieren, die den Überzeugungen oder dem Moralkodex nur einer Kultur entstammen, die Anwendbarkeit einer Menschenrechtserklärung auf die Menschheit als ganze beeinträchtigen.
Der normative Relativismus steht dagegen auf dem Standpunkt, dass ein ethisches Urteil dann gültig sei, wenn es von dem moralischen Standpunkt der Gesellschaft aus gesehen, welcher der Urteilende angehört, richtig sei. So sieht beispielsweise der von Alasdair MacIntyre vertretene Kommunitarismus die Tradition als letzten Maßstab ethischer Rationalität. Seiner Ansicht nach könnten daher ethische Konflikte zwischen zwei unterschiedlichen Traditionen nicht gelöst werden.

#### Kritik
Der ethische Relativismus wird von manchen als moralisch verwerflich oder gar politisch gefährlich angesehen. Er bezweifele die universelle Geltung der Menschenrechte. Weiterhin mache er die moralische Verurteilung von Praktiken wie der Verstümmelung oder Beschneidung weiblicher Genitalien auf einer absoluten Ebene unmöglich.
Der Fehler in dieser Argumentation besteht nach relativistischer Ansicht darin, dass gerade die Befürworter erwähnter Praktiken sich auf ein absolutes Wertesystem bezögen. Gerade der Hinweis auf das Selbstbestimmungsrecht, d. h. die Möglichkeit des Einzelnen, nach seinen eigenen Wertsetzungen zu leben, nehme den Absolutisten die Möglichkeit, sich mit einem absolutistischen Argument über den Willen einzelner hinwegzusetzen. Die Forderung, die Handlungen des Einzelnen dürften sich nicht gegen den Willen oder die Freiheit anderer richten, sei jedoch selbst von ihrer Natur her normativ.
Gegen den ethischen Relativismus argumentieren insbesondere der Realismus, die (Neu-)Scholastik und das Naturrecht. Diese bestreiten keinesfalls, dass ethische Relativisten auch ethische bzw. moralische Überzeugungen hätten bzw. praktizieren könnten. Allerdings weisen sie darauf hin, dass sich ihre Überzeugungen häufig widersprächen und so nicht (alle) wahr sein könnten. Relativisten sehen jedoch keine Möglichkeit, absolute Wahrheiten zu etablieren, so dass alle unterstellten Widersprüche nur aus der Sicht von absolutistischen Positionen als solche erscheinen.
Kritiker des deskriptiven Relativismus greifen diesen vor allem auf folgenden zwei Ebenen an. Auf der empirischen Ebene wird bestritten, dass die faktischen moralischen Unterschiede zwischen verschiedenen Individuen und Kulturen prinzipiell miteinander völlig unvereinbar seien.
So wird als Beispiel in diesem Zusammenhang häufig der in der Vergangenheit in manchen so genannten „primitiven“ Gruppen wie den Eskimos verbreitete Brauch der Tötung alter und schwacher Menschen genannt. Diese geschah aber mit deren Einverständnis und 

„wird nur nachvollziehbar vor dem Hintergrund extremer Lebensverhältnisse, die durch große Unwirtlichkeit des Lebensraums und knappe Lebensmittel gekennzeichnet sind. Nur so ist verstehbar, dass die moralische Norm, seinen Eltern Gutes zu tun und ihnen Leid zu ersparen, dadurch erfüllt wird, dass man ihnen einen qualvollen Tod erspart, indem man sie auf schmerzlose Weise tötet und somit die Überlebenschancen der Jungen vergrößert.“

Auf einer argumentationstheoretischen Ebene wird gegen den deskriptiven Relativismus der Einwand vorgebracht, dass aus deskriptiven Urteilen nicht ohne weiteres Geltungsurteile abgeleitet werden könnten. Daraus, dass Menschen tatsächlich unterschiedlich moralisch urteilten, könne nicht gefolgert werden, dass tatsächlich auch unterschiedliche Moralvorstellungen Gültigkeit hätten. Dies gelte es ja gerade nachzuweisen.

### Der didaktische Relativismus
In der sich anbahnenden Wissensgesellschaft ist dem Begriff Wissen nicht mehr mit dem herkömmlichen ontologischen Wahrheitsanspruch zu begegnen. Wissen wird heute und morgen als Unterscheidung in vielerlei Hinsichten und Bezugssystemen gesehen. Jedes Thema oder Problem kann heute unter sehr verschiedenen und andersartigen Referenzen konstruiert werden und jede dieser Konstruktionen hat je ihren eigenen Sinn. Wissen basiert in erster Linie auf Begriffen, Wissensarten, Wissenskontexten, Wissenslogiken und Wissensfeldern. In der didaktischen Wissenskonstruktion gilt es, einen soliden Relativismus zu verwirklichen, der davon ausgeht, dass Lehrende und Lernende einander ihre Bezugssysteme und die dahinter liegende Wissens-Architektur (Referenzbereiche, Relationen, Dimensionen, Wissenslogiken usw.) offenlegen müssen (Kösel 2007).

### Schwacher Relativismus: Dualismus und Trialismus
Einen abgeschwächten Relativismus beinhalten der Dualismus, etwa derjenige von Sein und Sollen, und der am Dualismus anknüpfende Trialismus, etwa derjenige, in der „sozialrealen Kultur“ ein verbindendes Drittes zu erblicken. Zugleich aber bieten beide Denkwege eine vermittelnde, letztlich eine systemische Lösung. Jede Sicht wird zunächst absolut gesetzt und dann aber auf der nächsten Stufe, dem Neben-, dem Mit- oder dem Gegeneinander relativiert.

## Geschichte
Die zunehmende Bekanntschaft mit fremden Völkern und die damit einhergehende Einsicht in die Pluralität religiöser Vorstellungen, Weltbilder und lokaler Sitten und Gebräuche führte bereits in der antiken Sophistik zur Entwicklung relativistischer Auffassungen. So ist etwa der Homo-Mensura-Satz des Protagoras „Der Mensch ist das Maß aller Dinge, der Seienden für ihr Sein und der Nicht-Seienden für ihr Nicht-Sein“ ein Ausdruck relativistischer Bescheidenheit, weil der Mensch eben kein Gott ist und über keine göttlichen Maße verfügt. Aber er wurde von seinen zeitgenössischen (göttertreuen, aristokratischen) Widersachern missverstanden. Mit der begrifflichen Unterscheidung von Natur („physis“) und menschlicher Satzung („nomos“) wurde zudem die Grundlage für einen ethischen Relativismus geschaffen, dem zufolge moralische Normen und Gesetze nicht auf der Natur, sondern auf menschlicher Übereinkunft beruhen und somit kontingent, das heißt sowohl kulturrelativ als auch historisch veränderlich sind.
Neuere kritische Quellenforschung geht allerdings davon aus, dass der Homo-Mensura-Satz des Protagoras wie auch andere überlieferte erkenntnistheoretische Positionen der Sophisten statt im Sinne der heutigen (platonischen) Relativismusdefinition eher im Sinne der neuzeitlichen Systemtheorie beziehungsweise des (radikalen) Konstruktivismus zu verstehen sind.
Der neuzeitliche Relativismus entwickelte sich insbesondere seit dem 18. Jahrhundert. Beeindruckt von der Entdeckung und Erkundung neuer Kontinente und der wachsenden Anzahl von Reiseberichten aus fernen Ländern entwickelten Gelehrte wie beispielsweise Herder, Humboldt oder Hamann – in kritischer Distanz zum universalistischen Vernunftbegriff der Aufklärung – Ansätze zu Sprach-, Kultur- und Rationalitätstheorien mit relativistischen Implikationen. Der Siegeszug der neuzeitlichen Wissenschaften schuf die weltanschaulichen Voraussetzungen für das Aufkommen einer Vielzahl relativistischer Theorien im Verlauf des 19. Jahrhunderts. So ging etwa der geschichtswissenschaftliche Historismus von der historischen Bedingtheit aller menschlichen Lebensäußerungen aus, während Biologismus und Psychologismus die relativistische Ansicht nahelegten, dass menschliches Denken und Verhalten nur mehr als Ausdruck der biologischen beziehungsweise psychischen Konstitution des Menschen zu verstehen seien, womit auch das Naturrecht auf eine relativistische Grundlage gestellt wurde.
Im 20. Jahrhundert wurden explizit relativistische Positionen, insbesondere von Evans-Pritchard und anderen in der Ethnologie, von Benjamin Lee Whorf und anderen in der Linguistik (Sapir-Whorf-Hypothese) und von Thomas S. Kuhn und Paul Feyerabend in der postempiristischen Wissenschaftstheorie sowie von Kurt Hübner in seiner historistischen Wissenschaftstheorie entwickelt. Im Kontext der zeitgenössischen Philosophie weisen vor allem der Konstruktivismus, der Poststrukturalismus und der Pragmatismus vielfach relativistische Tendenzen auf.
Im 21. Jahrhundert wendet sich vor allem das römisch-katholische Christentum unter Papst Benedikt XVI. gegen einen „um sich greifenden Relativismus“: Es bilde sich eine „Diktatur des Relativismus“ heraus, die nichts als definitiv anerkenne und die als letztes Maß nur noch das eigene Ich und seine Wünsche gelten lasse.